# Maasdijk (Delfland)

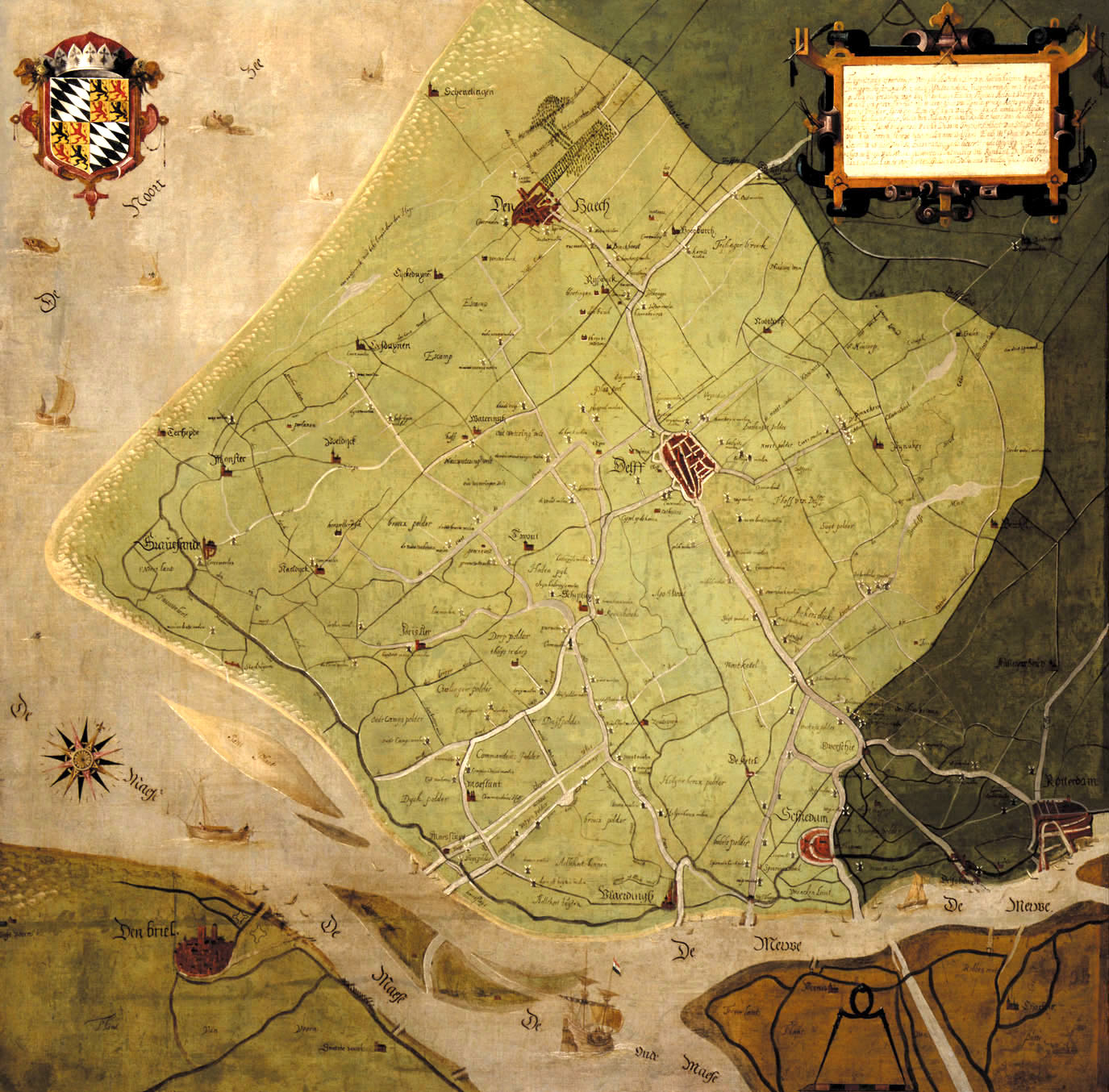
Overzichtskaart van het Hoogheemraadschap van Delfland in 1606. Als een dikke zwarte lijn is in het zuiden de nieuwe Maasdijk weergegeven.

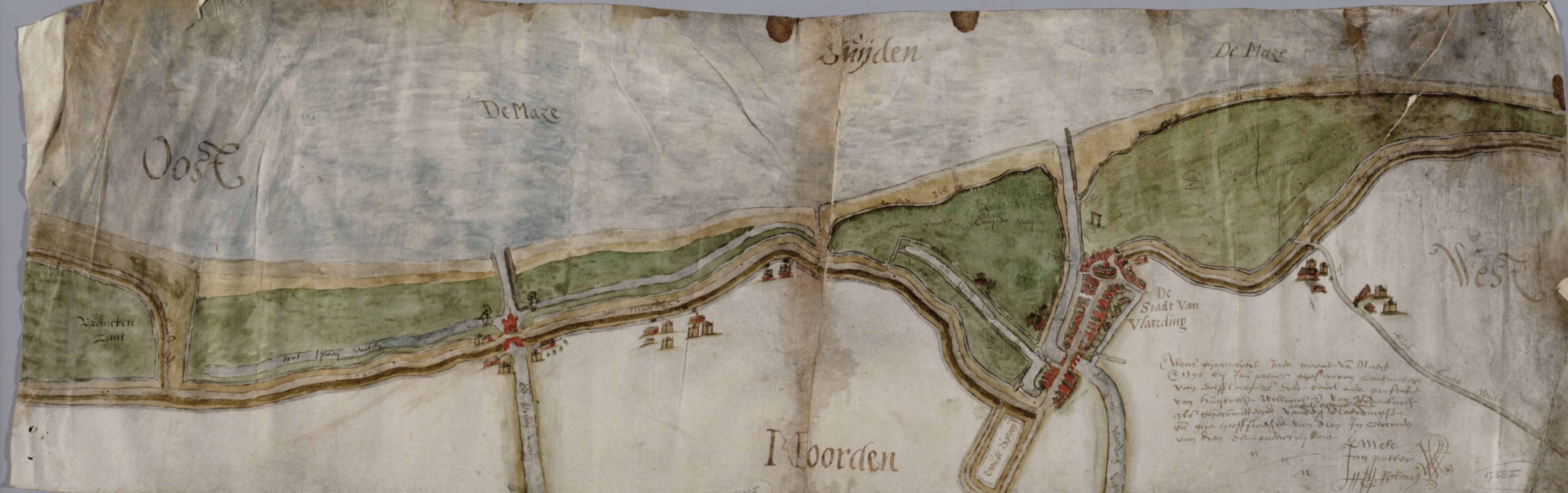
Kaart van de Maasdijk bij Vlaardingen door Jan Jansz. Potter in 1590. De kaart werd gemaakt in opdracht van ambachtsbewaarders en onderhoudsplichtigen die tegen de voorgestelde dijkverhoging waren. Met de kaart wilden zij aan de hoofdingelanden aantonen dat een dijkverzwaring op dat moment niet nodig was vanwege het buitendijkse gebied die voor voldoende bescherming zou zorgen. Uiteindelijk werd de verhoging naar beneden bijgesteld.

De Maasdijk is sinds het gereedkomen van de Deltadijk in 1990 een slaperdijk in het Hoogheemraadschap van Delfland, in Zuid-Holland. Voor die tijd bood de dijk bescherming tegen de Maas en de zee en vormde het de zuidelijke grens van het hoogheemraadschap.

## Geschiedenis
De oudste Maasdijk werd begin twaalfde eeuw aangelegd. Een doorlopende dijk moest het Maaswater tegenhouden, zodat het achterliggende land beschermd werd en ontwaterd kon worden. Daarnaast werd de zee actiever vergeleken met de eeuwen daarvoor en moest een dijk overstromingen voorkomen. Deze eerste Maasdijk sloot aan op de oudere lengtebedijkingen van de landinwaarts stromende Lier en de Schie waardoor de Maasdijk de vorm van een hoefijzer had. Deze dijk is tijdens de stormvloed van 1163 op meerdere plekken doorbroken. In de tweede helft van de twaalfde eeuw kreeg de dijk aansluiting op de bedijking van de Gantel. De dijk liep toen vanaf het noordwesten van de duinen van Monster, over de Zwartendijk, Opstalweg, Galgepad, Leeweg, Hoefweg tot de Nolleweg in de zuidhoek van Honderdland naar Vlaardingen. Daar boog de dijk af in noordelijke richting tot het dorp Kethel. Na de voltooiing van de Babbers-, Harg, West- en Oost-Abtspolders, tussen Vlaardingen en Schiedam, liep de dijk ten zuiden van deze polders. Vanaf Schiedam loopt de dijk door onder de naam Schielands Hoge Zeedijk.
In de dertiende eeuw kwam in delen de nieuwe Maasdijk gereed. Het tracé Oudendijk, Blauwhek en Sint-Jorispad kwam bijvoorbeeld gereed in de eerste kwart van de dertiende eeuw. Kwelders voor de oude Maasdijk werden ingepolderd en gronden slipten aan waardoor de nieuwe Maasdijk in 1242 in zuidelijke richting kon opschuiven. Dit was bijvoorbeeld het tracé Zanddijk, Zijdijk en Maasdijk.
Op plekken waar de dijk het meest te verduren had, was de dijk van steen gemaakt, zoals bij de Hutjeshoek in Vlaardingen, de Steendijkpolder in Maassluis en bij de polder Nieuwland in 's-Gravenzande. De druk op de dijk verminderde door landaanwas en de bedijking van gebieden buiten de dijk. Verantwoordelijk voor het onderhoud ten westen van de Spartelweg in Maasland waren de dertien hoofdambachten. Ten oosten van die weg waren de eigenaren van de binnendijks gelegen landen. Sinds 1518 werd de Maasdijk tweemaal per jaar, op vaste dagen geschouwd, waarbij gekeken werd of de dijk nog in goede staat verkeerde.

## Galerij

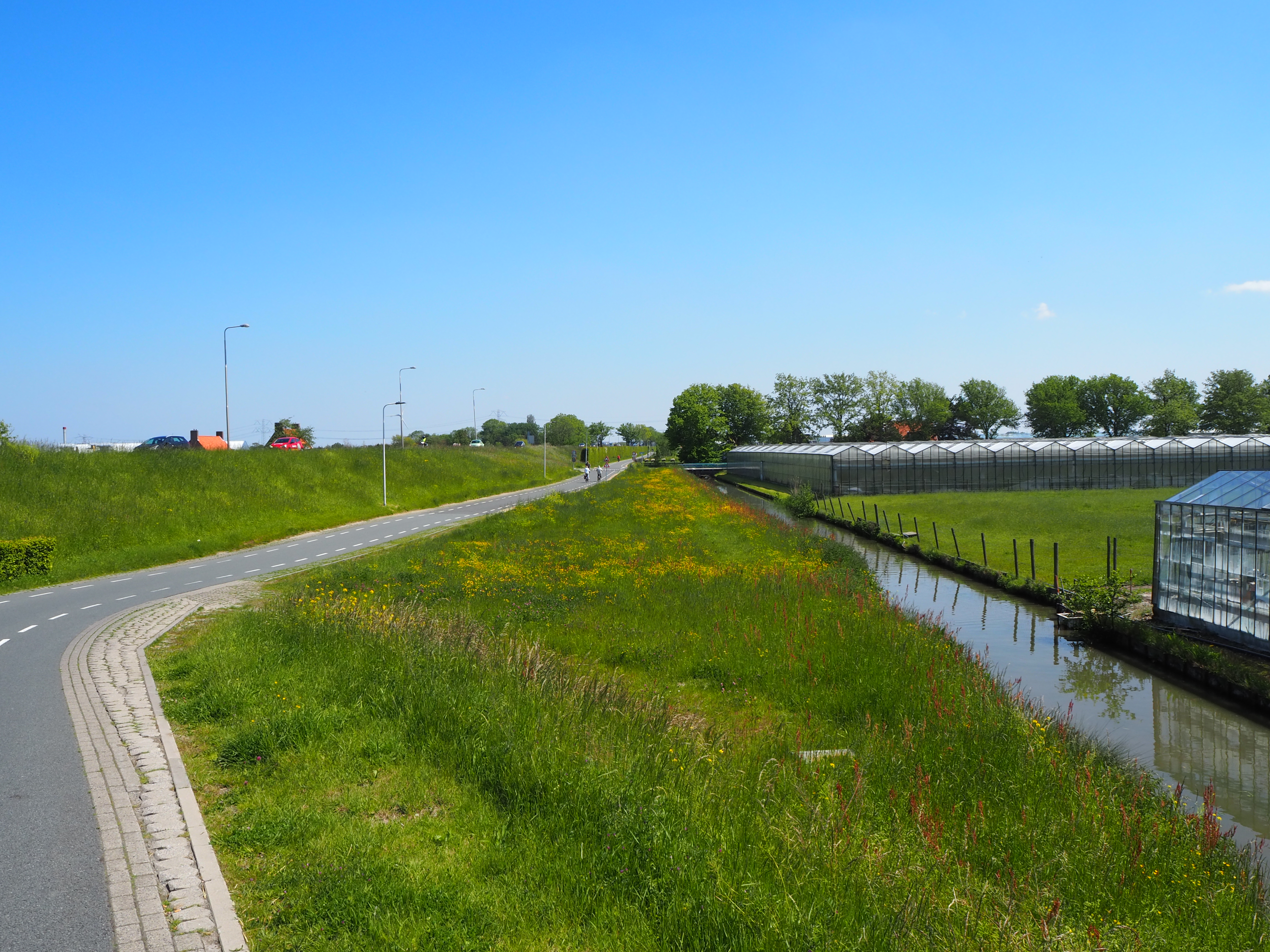
De nieuwe Maasdijk bij 's-Gravenzande. Rechts het buitendijks gelegen Lange Bonnen.
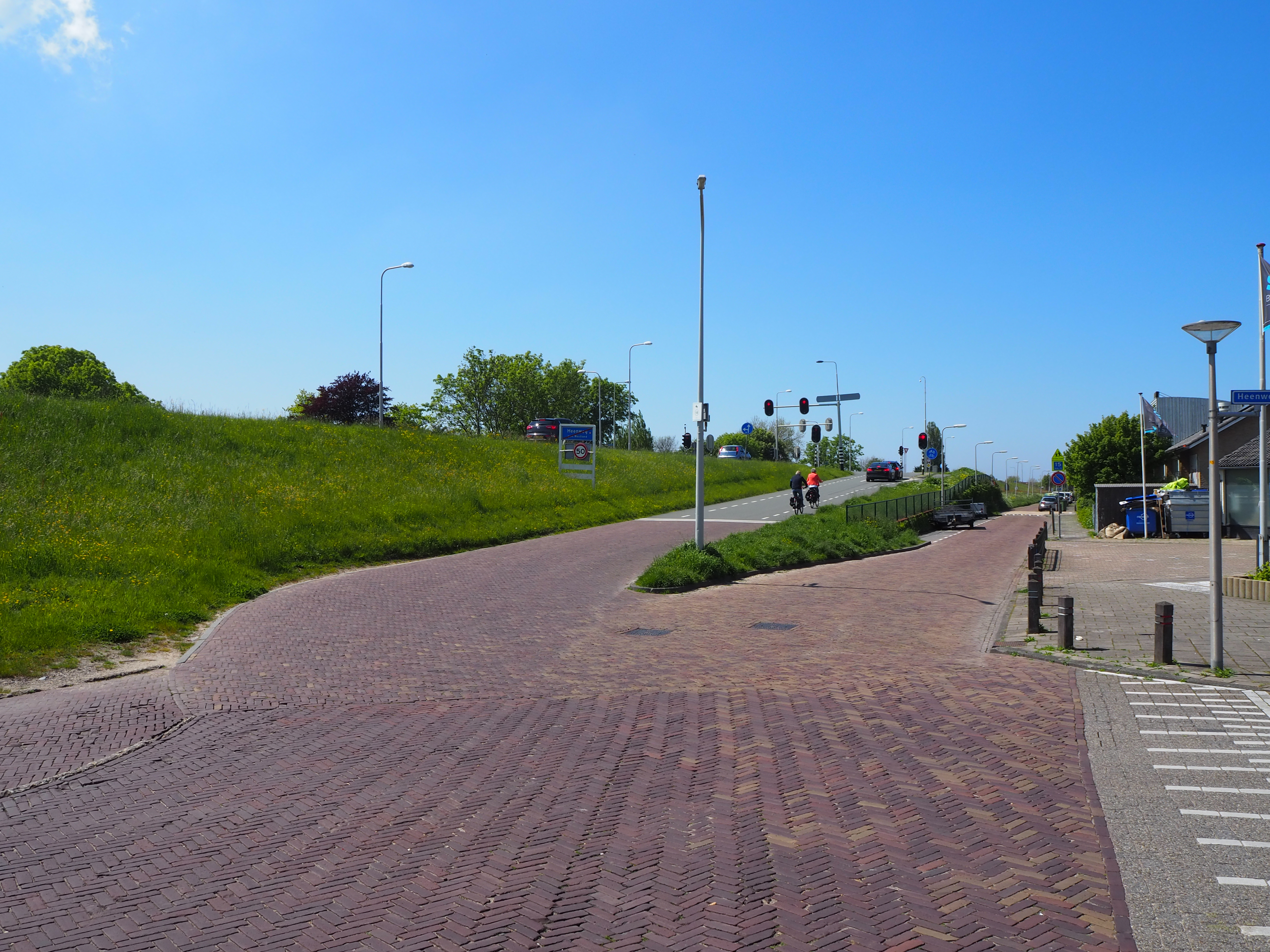
De nieuwe Maasdijk bij Heenweg.
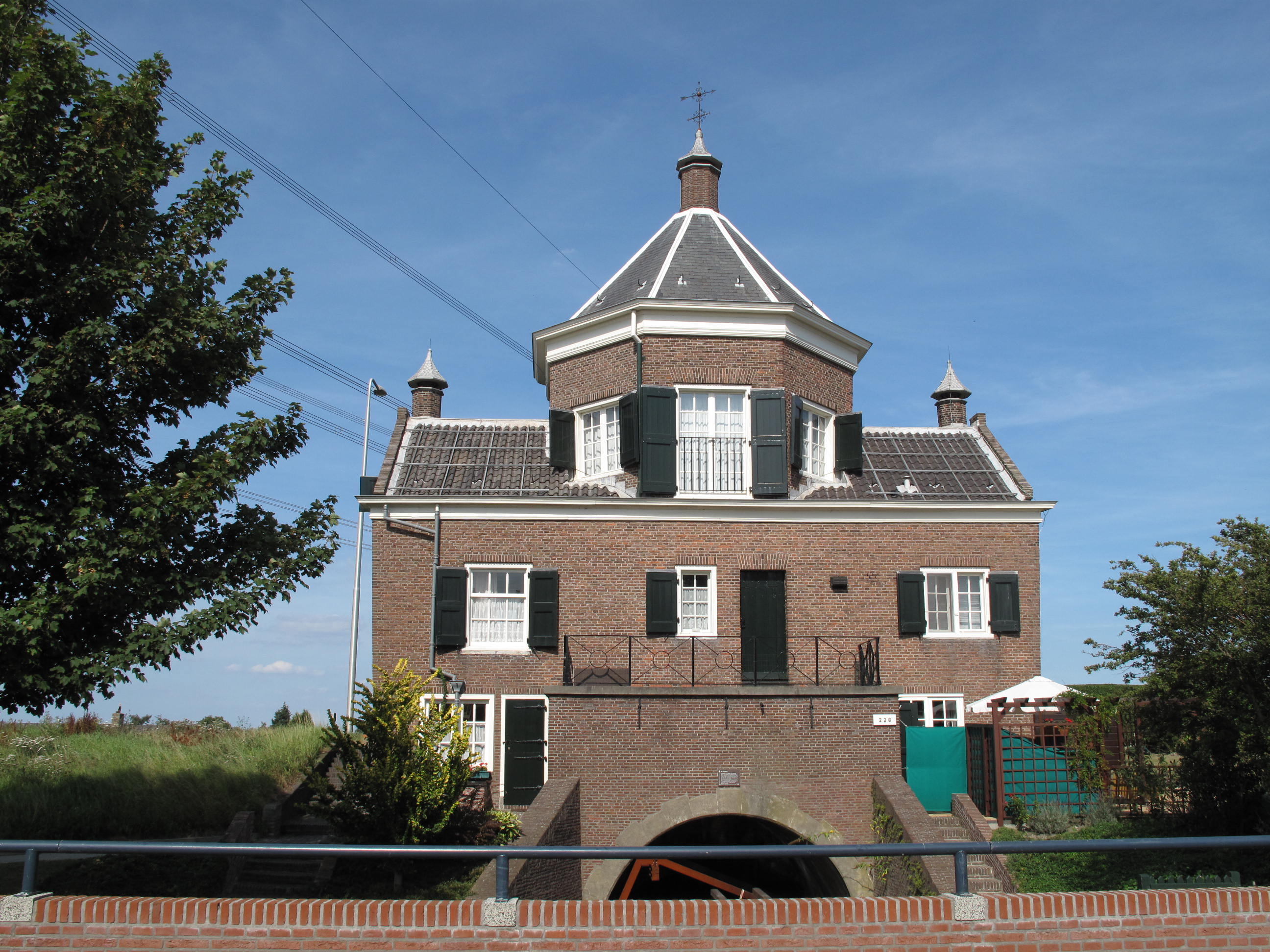
Oranjesluis aan de nieuwe Maasdijk.
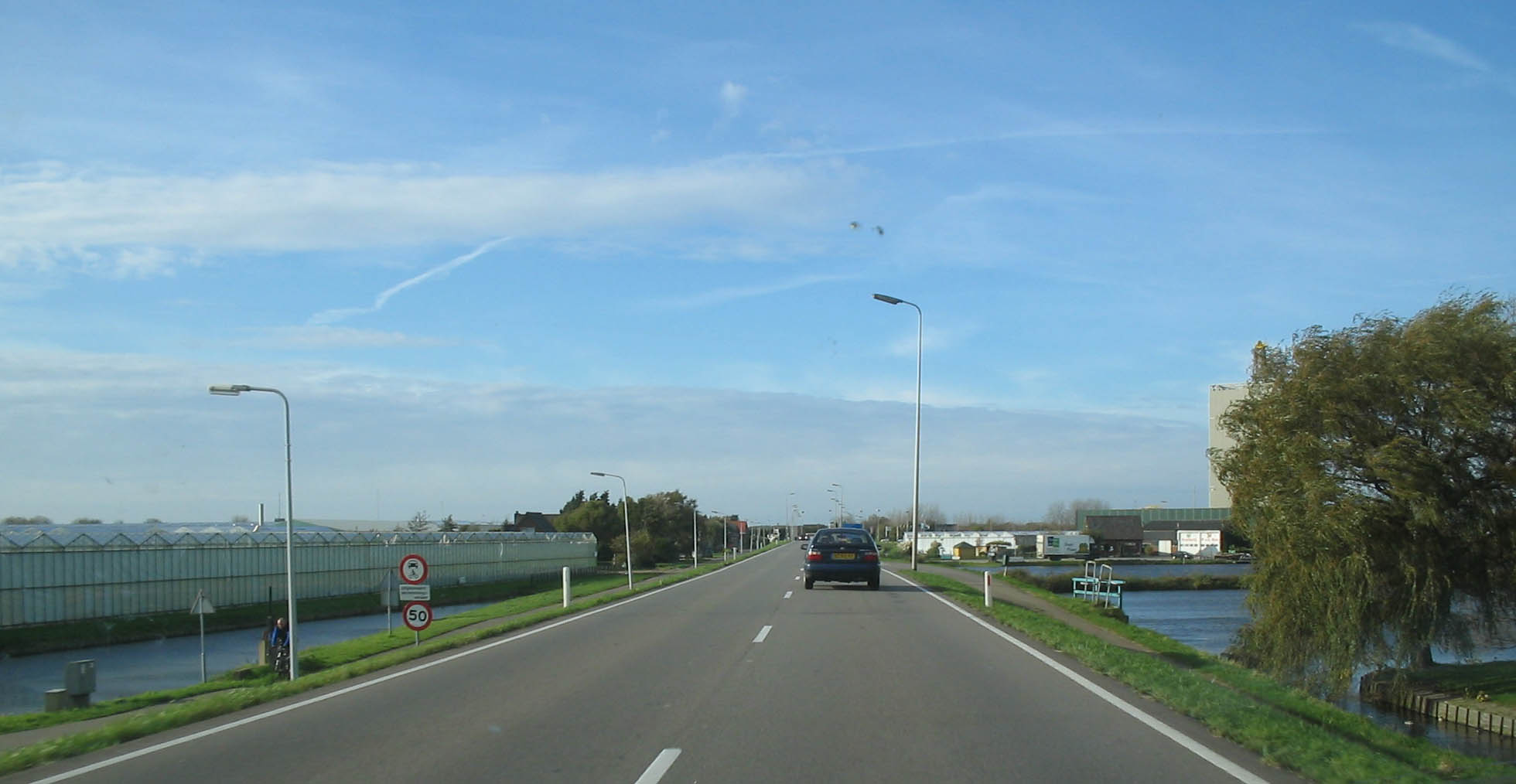
De N220 gaat over de Maasdijk.
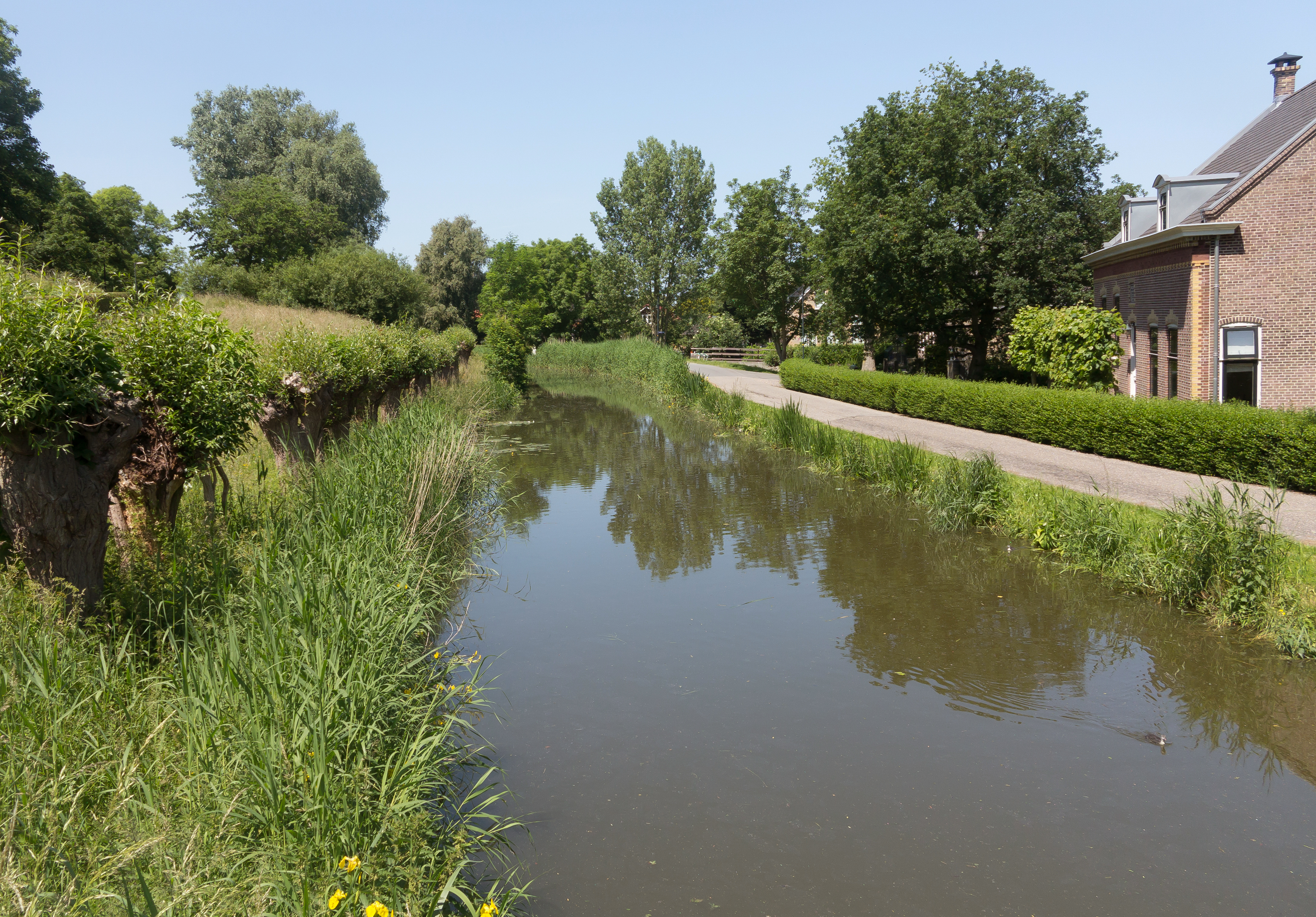
De Weverskade in Maassluis, met links de Maasdijk en rechts de Dijkpolder.